# 霍夫曼降解反应
霍夫曼降解反应（英語：Hofmann rearrangement）又称霍夫曼重排反应，是指一级酰胺在溴（或氯）和碱的作用下转变为少一个碳原子的伯胺的有机化学反应。
这一反应以其发现者奥古斯特·威廉·冯·霍夫曼命名。其过程为溴和氢氧化钠混合后有部分生成次溴酸钠，次溴酸钠将一级酰胺转化为中间产物异氰酸酯，异氰酸酯水解，放出二氧化碳，同时生成比反应物少一个碳原子的伯胺。
邻氨基苯甲酸在工业上就是通过这个反应制备的。

## 机制
酰胺氮原子上的氢原子先被溴原子取代，生成N-溴代酰胺，这时氮原子上连接的两个吸电子基使得氮原子上的氢在碱性条件下被解离去，形成负离子，继而重排为异氰酸酯，后者水解并脱羧，得到伯胺。

## 变化
一些反应物可以用来代替溴，如N-溴代琥珀酰亚胺用1,8-二氮杂二环[5.4.0]十一碳-7-烯（DBU）作为生物碱进行反应。另一个变化是用甲醇钠和甲醇的混合液代替氢氧化钠，以提高产率。此时中间产物异氰酸酯会和甲醇反应生成易水解和分离的氨基甲酸。